# لیتل دیکسی (آرکانزاس)
لیتل دیکسی (به انگلیسی: Little Dixie) یک منطقهٔ مسکونی در ایالات متحده آمریکا است که در آرکانزاس واقع شده‌است. لیتل دیکسی ۵۴٫۸۶ متر بالاتر از سطح دریا واقع شده‌است.